# Vestiaria (Alcobaça)
Vestiaria è una ex freguesia (parrocchia civile in Portogallo) della municipalità d'Alcobaça, nel distretto di Leiria, regione Centro. Ad essa appartengono cinque ulteriori frazioni. Essa risale alla fondazione dell'abbazia di Alcobaça con il nome di Vila de São Bernardo, all'inizio del XVI secolo.

## Geografia ed etimologia
Il comune si trova su un'altura fino a 170 m a nordovest al di sopra del Monastero di Alcobaça, 1 km da Alcobaça. Dal suo lato di nordovest il suo territorio comunale digrada ripido fino alla piana, ove fin nel medioevo si trovava la Laguna di Pederneira, ove sfociava presso Fervença il fiume Alcoa. Si ritiene che su questa altura si trovasse un antico faro, che sarebbe stato eretto ancora dai fenici di Cós fin dall'VIII secolo a.C.
Vestea deve perciò essere l'originale nome fenicio (in esso si sentono le radici di Estia e di Vesta, le antiche divinità del fuoco sacro) e significare "faro". In un'immagine su un grande Azulejo nel centro della località è un faro sulla laguna. Secondo altri significati il nome Vestiaria (vestes, termine portoghese per il vestiario) proviene dalle sartorie, che lavoravano per la vestizione dei monaci dell'abbazia.

## Storia
Il territorio comunale di Vestiaria fu parte del diretto insediamento di Alcobaça con – accanto a quelle dei probabili fenici – tracce romane, visigote e moresche. La cittadina stessa venne fondata nel 1506, quando il re del Portogallo Manuele I l'assegnò quale proprietà diretta all'abbazia. Ciò avvenne come compensazione per la perdita dei diritti che l'abbazia aveva subito per la riforma territoriale di Manuel con la secolarizzazione della zona di Alcobaça. A seguito di tale riforma, le 13 città dell'abbazia ottennero una limitata autonomia amministrativa ed una limitata competenza giudiziaria, pur rimanendo però soggetti ai tributi governativi.
L'abbazia fondò sull'altura sopra il convento quell'insediamento che da Bernardo di Chiaravalle chiamò Vila S. Bernardo, che però molto presto prese il nome di Vestiaria. L'abate di Alcobaça aveva giustificato, con un'istanza presso il re, la necessità di un luogo per la sistemazione dei delinquenti, ma ciò non si verificò mai.

## Monumenti dell'Abbazia

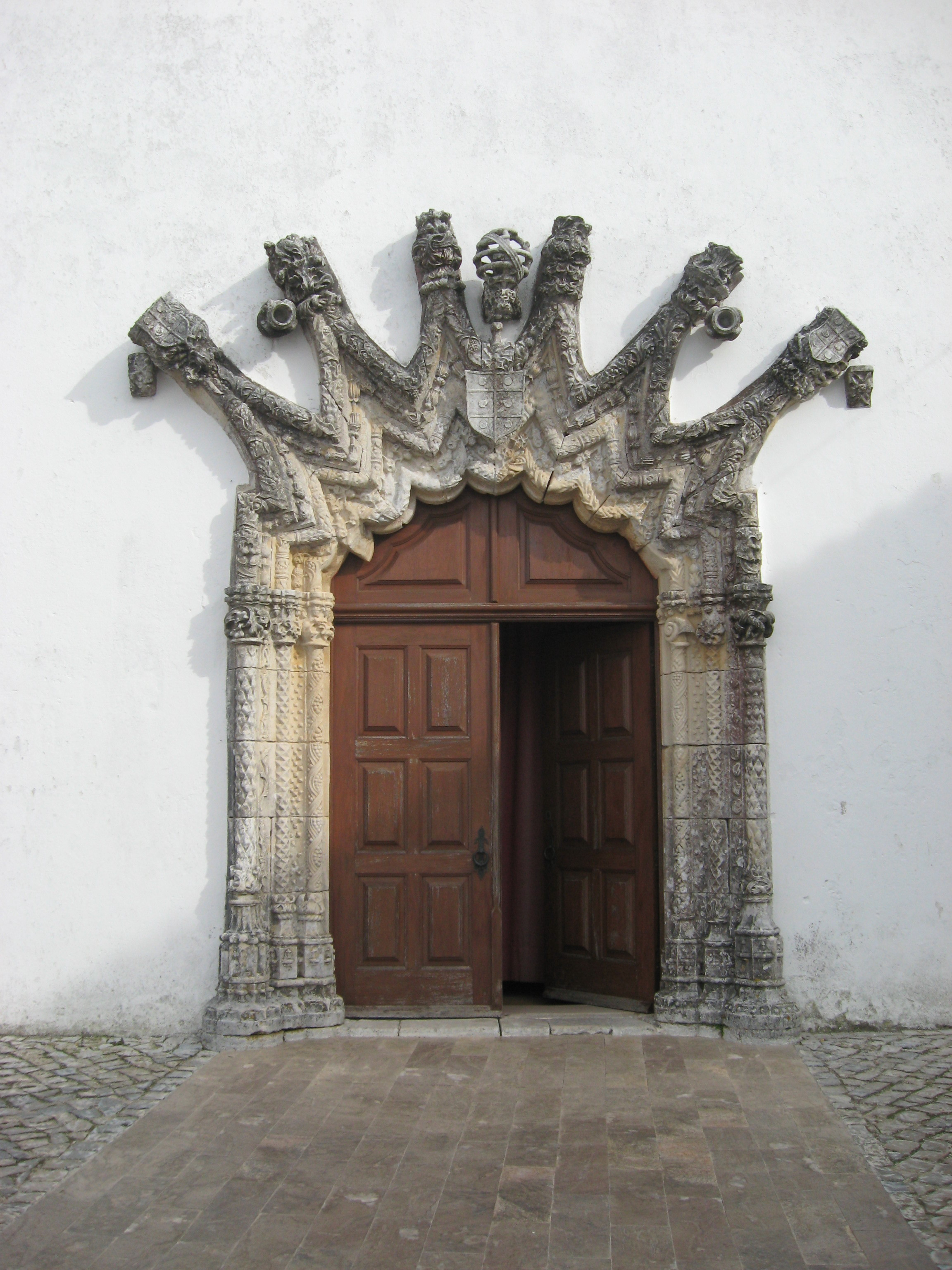
Portale manuelino.

Con la fondazione i monaci ottennero l'attuale parrocchia di Vestiaria, che è dedicata a Nossa Senhora d'Ajuda (Maria Ausiliatrice). Nel corso degli anni la chiesa venne più volte ristrutturata, ma ne è ancora rimasta la facciata con il portale in stile manuelino.
Il portale venne coronato dall'arme dell'abate di Alcobaça e dallo stemma regale nonché dalla sfera armillare, che si trova oggi nello stemma nazionale portoghese. L'attuale Capela de Santo António risale ad una precedente chiesa conventuale, che venne ricostruita nella forma attuale nel 1798.
Alla più antica casa poderale dell'abbazia (granjas) appartiene la Quinta do Cidral, i cui terreni si estendono giù, verso Alcobaça. Secondo una leggenda, questo fabbricato era collegato all'abbazia da un camminamento sotterraneo.

## Termas da Piedade

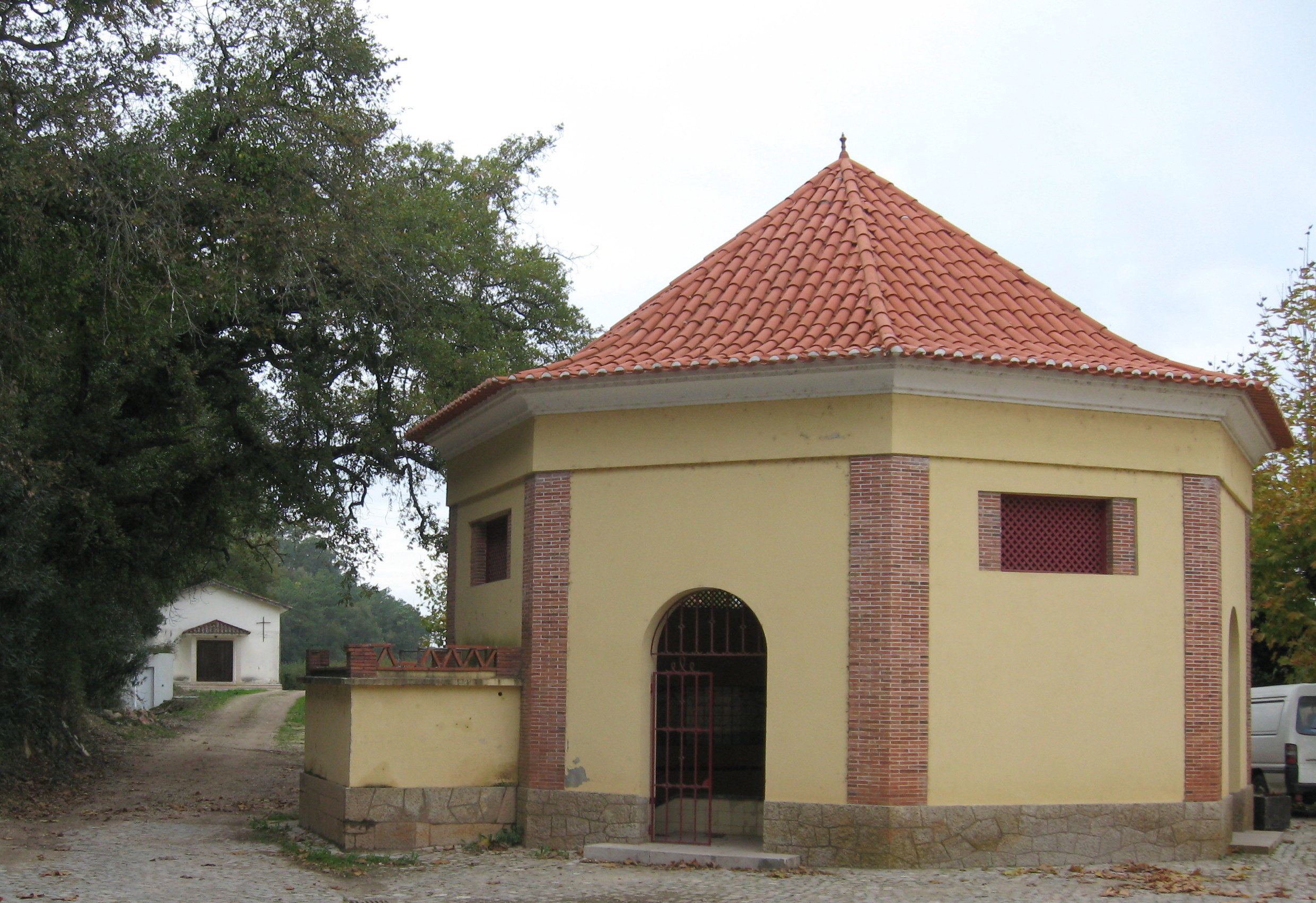
Bagno e Cappella della Pietà

A nordovest di Vestiaria, ai piedi dell'altura sul margine della riva del fiume Alcoa e nella zona rivierasca dell'antica laguna di Pederneira, vi sono la Termas da Piedade, spesso erroneamente inquadrate nel territorio della vicina Maiorga. Le fonti termali dovevano già essere sfruttate dai romani, ma vissero la loro fioritura solo dal XVI secolo. Allora il futuro re del Portogallo, cardinale Enrico d'Aviz, che dal 1540 era anche abate di Alcobaça, fondò colà un convento supplementare, che era anche una piccola chiesa, la Capela Senhora da Piedade. I monaci eressero nei pressi il primo impianto termale, che inizialmente gestirono loro stessi. In tempi moderni venne costruito un Hotel con lo stesso nome, che ancor oggi gestisce le terme, benché nel 1997 la fonte originaria sia stata chiusa a causa della contaminazione delle sue acque.

## Attuali attività
Oggi la popolazione vive prevalentemente di agricoltura, soprattutto di frutticoltura ed è impegnata nelle attività regionali. Una certa notorietà è stata raggiunta dalla Sociedade Filarmónica Vestiariense (Società Filarmonica di Vestiaria), un'orchestra fondata nel 1906 da padre José Cacella, e che ha vinto a tutt'oggi numerosi premi nazionali ed internazionali.